# Gran Premio di superbike di Buriram 2015
Il Gran Premio di superbike di Buriram 2015 è stato la seconda prova del mondiale superbike del 2015, nello stesso fine settimana si è corso il secondo gran premio stagionale del mondiale supersport del 2015.
Per la prima volta nella storia dei campionati del mondo per motociclette derivate dalla produzione di serie si corre un GP in Thailandia.
Jonathan Rea vince entrambe le prove del mondiale superbike, realizzando anche la superpole ed i giri veloci delle due gare. Come accaduto nel precedente GP di Phillip Island, anche in questa occasione i posizionamenti a podio delle due gare vengono tutti occupati da piloti di nazionalità britannica.
La gara valevole per il mondiale Supersport viene invece vinta dal pilota thailandese Ratthapark Wilairot, che proprio nella gara di casa ottiene la sua prima affermazione in carriera nel mondiale Supersport, divenendo anche il primo pilota thailandese a conquistare una vittoria in un campionato del mondo di motociclismo.
.

## Superbike

### Gara 1
Fonte
Jonathan Rea, dopo aver fatto segnare la superpole il sabato, vince anche la prima gara domenicale, realizzando così la sua seconda affermazione stagionale, la diciassettesima della sua carriera nel mondiale Superbike. Dietro al pilota vincitore, si classifica secondo Leon Haslam con l'Aprilia RSV4 RF del team Aprilia Racing Team - Red Devils, mentre giunge terzo Tom Sykes (compagno di squadra di Rea nel team Kawasaki Racing).

#### Arrivati al traguardo
| Pos. | Nº | Pilota            | Squadra                          | Motocicletta       | Giri | Tempo     | Griglia | Punti |
| ---- | -- | ----------------- | -------------------------------- | ------------------ | ---- | --------- | ------- | ----- |
| 1º   | 65 | Jonathan Rea      | Kawasaki Racing                  | Kawasaki ZX-10R    | 20   | 31:33.852 | 1º      | 25    |
| 2º   | 91 | Leon Haslam       | Aprilia Racing Team - Red Devils | Aprilia RSV4 RF    | 20   | +6.329    | 2º      | 20    |
| 3º   | 66 | Tom Sykes         | Kawasaki Racing                  | Kawasaki ZX-10R    | 20   | +8.183    | 4º      | 16    |
| 4º   | 81 | Jordi Torres      | Aprilia Racing Team - Red Devils | Aprilia RSV4 RF    | 20   | +8.513    | 5º      | 13    |
| 5º   | 1  | Sylvain Guintoli  | PATA Honda                       | Honda CBR1000RR SP | 20   | +20.502   | 9º      | 11    |
| 6º   | 15 | Matteo Baiocco    | Althea Racing                    | Ducati Panigale R  | 20   | +26.118   | 12º     | 10    |
| 7º   | 22 | Alex Lowes        | VOLTCOM Crescent Suzuki          | Suzuki GSX-R1000   | 20   | +22.249   | 3º      | 9     |
| 8º   | 44 | David Salom       | Team Pedercini                   | Kawasaki ZX-10R    | 20   | +27.925   | 11º     | 8     |
| 9º   | 21 | Troy Bayliss      | Aruba.it Racing-Ducati SBK       | Ducati Panigale R  | 20   | +27.174   | 7º      | 7     |
| 10º  | 36 | Leandro Mercado   | Barni Racing                     | Ducati Panigale R  | 20   | +32.610   | 10º     | 6     |
| 11º  | 7  | Chaz Davies       | Aruba.it Racing-Ducati SBK       | Ducati Panigale R  | 20   | +37.330   | 6º      | 5     |
| 12º  | 18 | Nicolás Terol     | Althea Racing                    | Ducati Panigale R  | 20   | +37.902   | 14º     | 4     |
| 13º  | 14 | Randy de Puniet   | VOLTCOM Crescent Suzuki          | Suzuki GSX-R1000   | 20   | +41.722   | 16º     | 3     |
| 14º  | 20 | Sylvain Barrier   | BMW Motorrad Italia              | BMW S1000 RR       | 20   | +50.099   | 13º     | 2     |
| 15º  | 40 | Román Ramos       | Team Go Eleven                   | Kawasaki ZX-10R    | 20   | +59.457   | 17º     | 1     |
| 16º  | 43 | Greg Gildenhuys   | Team Pedercini                   | Kawasaki ZX-10R    | 20   | +1:20.519 | 22º     |       |
| 17º  | 51 | Santiago Barragán | Grillini SBK                     | Kawasaki ZX-10R    | 20   | +1:20.931 | 20º     |       |
| 18º  | 10 | Imre Tóth         | BMW Team Toth                    | BMW S1000 RR       | 19   | +1 giro   | 24º     |       |
| 19º  | 5  | Ireneusz Sikora   | BMW Team Toth                    | BMW S1000 RR       | 19   | +1 giro   | 25º     |       |

#### Ritirati
| Nº | Pilota               | Squadra                 | Motocicletta       | Giri | Griglia |
| -- | -------------------- | ----------------------- | ------------------ | ---- | ------- |
| 72 | Larry Pegram         | Hero EBR                | EBR 1190 RX        | 16   | 23º     |
| 9  | Anuch Nakcharoensri  | YSS TS Racing           | Honda CBR1000RR    | 13   | 21º     |
| 60 | Michael van der Mark | PATA Honda              | Honda CBR1000RR SP | 6    | 8º      |
| 23 | Christophe Ponsson   | Grillini SBK            | Kawasaki ZX-10R    | 4    | 19º     |
| 59 | Niccolò Canepa       | Hero EBR                | EBR 1190 RX        | 3    | 18º     |
| 2  | Leon Camier          | MV Agusta Reparto Corse | MV Agusta 1000 F4  | 1    | 15º     |
| 53 | Chanon Chumjai       | RAC Oil Racing          | BMW S1000 RR       | 0    | 26º     |

### Gara 2
Fonte
Così come è accaduto nella prima gara, anche in gara 2 è Jonathan Rea a tagliare per primo la linea del traguardo con la Kawasaki ZX-10R, concretizzando in questo modo la sua terza vittoria stagionale in quattro gare corse, diciottesima affermazione della sua carriera nel mondiale Superbike. Anche il secondo posizionato in questa gara è lo stesso di gara 1, vale a dire Leon Haslam, con Alex Lowes terzo con la Suzuki GSX-R1000 del team VOLTCOM Crescent Suzuki.
La situazione in classifica generale vede adesso Rea solo al comando con 95 punti, con Haslam secondo a 85 punti (staccato di dieci punti dal primo posto) e Tom Sykes (quinto in questa seconda gara) al terzo con 50 punti.
Al termine di questo GP, Troy Bayliss (nono in gara 1 e undicesimo in gara 2), presente in questa occasione (e nel precedente di GP di Phillip Island) con la Ducati Panigale R del team Aruba.it Racing-Ducati SBK in qualità di sostituto dell'infortunato Davide Giugliano, annuncia il suo definitivo ritiro dal campionato mondiale superbike. Il pilota australiano, tre volte campione mondiale Superbike (nel 2001, 2006 e 2008), era tornato a competere proprio in questa stagione agonistica dopo più di sei anni dal suo primo ritiro.

#### Arrivati al traguardo
| Pos. | Nº | Pilota               | Squadra                          | Motocicletta       | Giri | Tempo     | Griglia | Punti |
| ---- | -- | -------------------- | -------------------------------- | ------------------ | ---- | --------- | ------- | ----- |
| 1º   | 65 | Jonathan Rea         | Kawasaki Racing                  | Kawasaki ZX-10R    | 20   | 31'31.173 | 1º      | 25    |
| 2º   | 91 | Leon Haslam          | Aprilia Racing Team - Red Devils | Aprilia RSV4 RF    | 20   | +4.946    | 2º      | 20    |
| 3º   | 22 | Alex Lowes           | VOLTCOM Crescent Suzuki          | Suzuki GSX-R1000   | 20   | +8.701    | 3º      | 16    |
| 4º   | 81 | Jordi Torres         | Aprilia Racing Team - Red Devils | Aprilia RSV4 RF    | 20   | +10.628   | 5º      | 13    |
| 5º   | 66 | Tom Sykes            | Kawasaki Racing                  | Kawasaki ZX-10R    | 20   | +14.326   | 4º      | 11    |
| 6º   | 1  | Sylvain Guintoli     | PATA Honda                       | Honda CBR1000RR SP | 20   | +21.060   | 9º      | 10    |
| 7º   | 60 | Michael van der Mark | PATA Honda                       | Honda CBR1000RR SP | 20   | +21.246   | 8º      | 9     |
| 8º   | 15 | Matteo Baiocco       | Althea Racing                    | Ducati Panigale R  | 20   | +23.868   | 12º     | 8     |
| 9º   | 44 | David Salom          | Team Pedercini                   | Kawasaki ZX-10R    | 20   | +25.744   | 11º     | 7     |
| 10º  | 36 | Leandro Mercado      | Barni Racing                     | Ducati Panigale R  | 20   | +29.692   | 10º     | 6     |
| 11º  | 21 | Troy Bayliss         | Aruba.it Racing-Ducati SBK       | Ducati Panigale R  | 20   | +34.533   | 7º      | 5     |
| 12º  | 18 | Nicolás Terol        | Althea Racing                    | Ducati Panigale R  | 20   | +38.323   | 14º     | 4     |
| 13º  | 20 | Sylvain Barrier      | BMW Motorrad Italia              | BMW S1000 RR       | 20   | +45.834   | 13º     | 3     |
| 14º  | 40 | Román Ramos          | Team Go Eleven                   | Kawasaki ZX-10R    | 20   | +45.955   | 17º     | 2     |
| 15º  | 7  | Chaz Davies          | Aruba.it Racing-Ducati SBK       | Ducati Panigale R  | 20   | +1:00.898 | 6º      | 1     |
| 16º  | 43 | Greg Gildenhuys      | Team Pedercini                   | Kawasaki ZX-10R    | 20   | +1:23.943 | 22º     |       |
| 17º  | 9  | Anuch Nakcharoensri  | YSS TS Racing                    | Honda CBR1000RR    | 20   | +1:38.125 | 21º     |       |
| 18º  | 10 | Imre Tóth            | BMW Team Toth                    | BMW S1000 RR       | 19   | +1 giro   | 24º     |       |
| 19º  | 5  | Ireneusz Sikora      | BMW Team Toth                    | BMW S1000 RR       | 19   | +1 giro   | 25º     |       |
| 20º  | 53 | Chanon Chumjai       | RAC Oil Racing                   | BMW S1000 RR       | 19   | +1 giro   | 26º     |       |

#### Ritirati
| Nº | Pilota             | Squadra                 | Motocicletta      | Giri | Griglia |
| -- | ------------------ | ----------------------- | ----------------- | ---- | ------- |
| 51 | Santiago Barragán  | Grillini SBK            | Kawasaki ZX-10R   | 13   | 20º     |
| 2  | Leon Camier        | MV Agusta Reparto Corse | MV Agusta 1000 F4 | 10   | 15º     |
| 14 | Randy de Puniet    | VOLTCOM Crescent Suzuki | Suzuki GSX-R1000  | 5    | 16º     |
| 23 | Christophe Ponsson | Grillini SBK            | Kawasaki ZX-10R   | 0    | 19º     |

#### Non partiti
| Nº | Pilota         | Squadra  | Motocicletta | Griglia |
| -- | -------------- | -------- | ------------ | ------- |
| 59 | Niccolò Canepa | Hero EBR | EBR 1190 RX  | 18º     |
| 72 | Larry Pegram   | Hero EBR | EBR 1190 RX  | 23º     |

## Supersport
Fonte
Il secondo GP stagionale del mondiale Supersport viene vinto dal pilota thailandese Ratthapark Wilairot, che vince la gara sul circuito di casa con una Honda CBR600RR del team CORE'' Motorsport Thailand (squadra anch'essa con sede in Thailandia). Wilairot ottiene in questo modo la sua prima affermazione in carriera nel mondiale Supersport, divenendo contestualmente anche il primo thailandese a vincere una gara di un campionato mondiale di motociclismo.
Al secondo posto si posiziona la Kawasaki ZX-6R di Kenan Sofuoğlu, il pilota turco è l'autore della pole position, con Patrick Jacobsen del team Kawasaki Intermoto Ponyexpres al terzo posto. Da segnalare la quinta posizione di Ratthapong Wilairot, fratello del vincitore Ratthapark Wilairot, presente in questo GP grazie all'assegnazione di una wild card.
Grazie ai 25 punti ottenuti in questa gara, Ratthapark Wilairot prende il comando della classifica di campionato con 36 punti, segue Sofuoğlu al secondo posto con 30 punti e Jules Cluzel (ritiratosi in questa gara a tre giri dal termine, quando si trovava al primo posto) terzo con 25 punti.
Dal punto di vista statistico, quella di Wilairot è la centesima vittoria come costruttore per la Honda nel mondiale Supersport.

### Arrivati al traguardo
| Pos. | Nº | Pilota              | Squadra                       | Motocicletta     | Giri | Tempo     | Griglia | Punti |
| ---- | -- | ------------------- | ----------------------------- | ---------------- | ---- | --------- | ------- | ----- |
| 1º   | 9  | Ratthapark Wilairot | CORE'' Motorsport Thailand    | Honda CBR600RR   | 17   | 27'57.523 | 7º      | 25    |
| 2º   | 54 | Kenan Sofuoğlu      | Kawasaki Puccetti Racing      | Kawasaki ZX-6R   | 17   | +1.828    | 1º      | 20    |
| 3º   | 99 | Patrick Jacobsen    | Kawasaki Intermoto Ponyexpres | Kawasaki ZX-6R   | 17   | +1.860    | 6º      | 16    |
| 4º   | 14 | Lucas Mahias        | Kawasaki Intermoto Ponyexpres | Kawasaki ZX-6R   | 17   | +8.664    | 5º      | 13    |
| 5º   | 59 | Ratthapong Wilairot | A.P. Honda Racing Thailand    | Honda CBR600RR   | 17   | +12.110   | 13º     | 11    |
| 6º   | 44 | Roberto Rolfo       | Team Lorini                   | Honda CBR600RR   | 17   | +13.599   | 8º      | 10    |
| 7º   | 5  | Marco Faccani       | San Carlo Puccetti Racing     | Kawasaki ZX-6R   | 17   | +14.025   | 11º     | 9     |
| 8º   | 36 | Martín Cárdenas     | CIA Landlords Insurance Honda | Honda CBR600RR   | 17   | +14.857   | 12º     | 8     |
| 9º   | 25 | Alex Baldolini      | Race Department ATK#25        | MV Agusta F3 675 | 17   | +21.690   | 15º     | 7     |
| 10º  | 4  | Gino Rea            | CIA Landlords Insurance Honda | Honda CBR600RR   | 17   | +30.238   | 9º      | 6     |
| 11º  | 30 | Decha Kraisart      | Yamaha Thailand Racing        | Yamaha YZF R6    | 17   | +30.639   | 16º     | 5     |
| 12º  | 19 | Kevin Wahr          | SMS Racing                    | Honda CBR600RR   | 17   | +36.167   | 20º     | 4     |
| 13º  | 11 | Christian Gamarino  | Team Go Eleven                | Kawasaki ZX-6R   | 17   | +36.337   | 18º     | 3     |
| 14º  | 68 | Glenn Scott         | AARK Racing                   | Honda CBR600RR   | 17   | +36.670   | 22º     | 2     |
| 15º  | 6  | Dominic Schmitter   | Team Go Eleven                | Kawasaki ZX-6R   | 17   | +37.587   | 10º     | 1     |
| 16º  | 27 | Thitipong Warokorn  | A.P. Honda Racing Thailand    | Honda CBR600RR   | 17   | +38.746   | 19º     |       |

### Ritirati
| Nº  | Pilota             | Squadra                       | Motocicletta     | Giri | Griglia |
| --- | ------------------ | ----------------------------- | ---------------- | ---- | ------- |
| 16  | Jules Cluzel       | MV Agusta Reparto Corse       | MV Agusta F3 675 | 14   | 2º      |
| 111 | Kyle Smith         | PATA Honda                    | Honda CBR600RR   | 8    | 3º      |
| 87  | Lorenzo Zanetti    | MV Agusta Reparto Corse       | MV Agusta F3 675 | 8    | 4º      |
| 74  | Kieran Clarke      | CIA Landlords Insurance Honda | Honda CBR600RR   | 6    | 21º     |
| 84  | Riccardo Russo     | CIA Landlords Insurance Honda | Honda CBR600RR   | 6    | 24º     |
| 65  | Chalermpol Polamai | Yamaha Thailand Racing        | Yamaha YZF R6    | 5    | 17º     |
| 61  | Fabio Menghi       | VFT Racing                    | Yamaha YZF R6    | 0    | 14º     |

### Non partito
| Nº | Pilota           | Squadra     | Motocicletta   | Griglia |
| -- | ---------------- | ----------- | -------------- | ------- |
| 81 | Alessandro Nocco | Team Lorini | Honda CBR600RR | 23º     |